# Roy Stephenson
Roy Stephenson (født 27. maj 1932, død 4. februar 2000) var en engelsk fodboldspiller (wing).
Gennem sin 16 år lange karriere spillede Stephenson for blandt andet Burnley, Blackburn og Ipswich. Hos sidstnævnte var han i 1962 med til at vinde det engelske mesterskab, kun ét år efter at holdet var rykket op i den bedste række.

## Titler
Engelsk mesterskab
- 1962 med Ipswich Town